# An der perforierten Linie abreißen
An der perforierten Linie abreißen ist eine 2021 erschienene italienische Zeichentrickserie. Die Serie feierte ihre Premiere am 17. November 2021 auf Netflix.

## Inhalt
Die Serie folgt Zerocalcare, einem introvertierten Cartoonisten, der von einem durch seine Gedanken geprägten Alltag berichtet. Gemeinsam mit seinen Freunden Sarah und Secco begibt er sich auf eine Reise voller Erinnerungen, Selbstzweifel und surrealem Humor.

## Produktion
Die Serie wurde von der Produktionsfirma Movimenti Production in Zusammenarbeit mit BAO Publishing entwickelt. Regie führte Zerocalcare selbst und schrieb auch das Drehbuch dazu. Die Produzenten waren Davide Rosio und Giorgio Scorza.
Die 6 je 22 Minuten langen Folgen erschienen am 17. November 2021 bei Netflix, unter anderem auf Italienisch, Englisch, Deutsch, Französisch und Portugiesisch.

## Synchronisation
| Rolle       | Originalsprecher   |
| ----------- | ------------------ |
| Zerocalcare | Zerocalcare        |
| Armadillo   | Valerio Mastandrea |
| Sarah       | Chiara Gioncardi   |
| Secco       | Paolo Vivio        |
| Alice       | Veronica Puccio    |
| Guy         | Michele Foschini   |

## Episodenliste
Die komplette Staffel wurde am 17. November 2021 auf Netflix sowohl im Original als auch auf Deutsch erstveröffentlicht.
| Nr. (ges.) | Nr. (St.) | Deutscher Titel                 | Originaltitel                  | Regie       | Drehbuch    |
| ---------- | --------- | ------------------------------- | ------------------------------ | ----------- | ----------- |
| 1          | 1         | Bakterien wie auf dem Pluto     | La steppa batterica di Plutone | Zerocalcare | Zerocalcare |
| 2          | 2         | Ein Grashalm auf dem Feld       | Come un filo d'erba            | Zerocalcare | Zerocalcare |
| 3          | 3         | Baustellenarbeit wäre schlimmer | Lavorare in cantiere è peggio  | Zerocalcare | Zerocalcare |
| 4          | 4         | Ohne Kompass                    | Bussole rotte                  | Zerocalcare | Zerocalcare |
| 5          | 5         | Frag nicht, sag nichts          | Don't Ask, Don't Tell          | Zerocalcare | Zerocalcare |
| 6          | 6         | Katharsis                       | Catarsi                        | Zerocalcare | Zerocalcare |

## Kontroverse
Die türkische Zeitung Sabah schrieb einen Artikel über die Serie, in dem die Flagge der Volksverteidigungseinheiten im Trailer und in einer Folge auch die Flagge der PKK gezeigt wurden.